# ミクロネシア連邦の交通

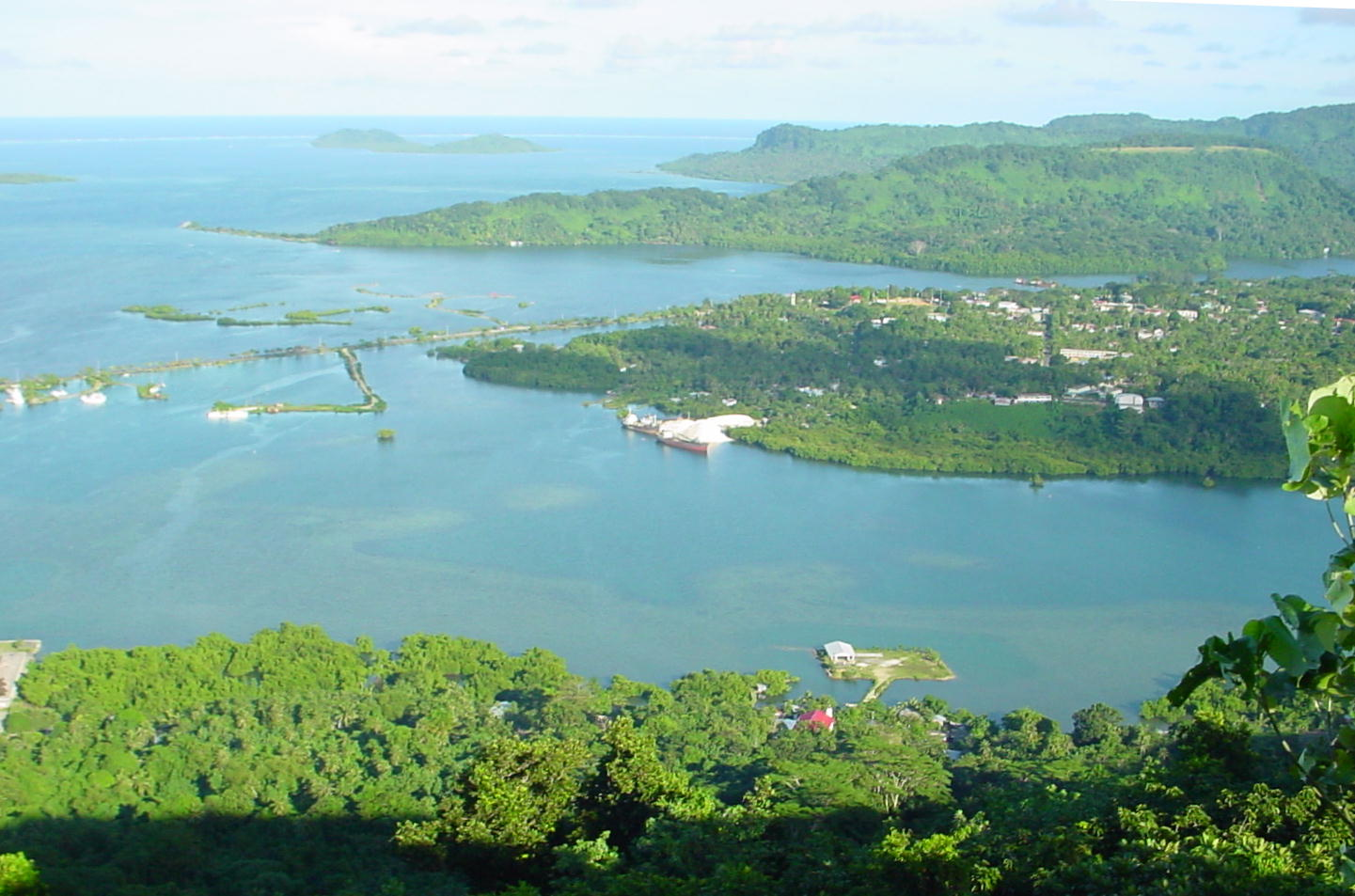
ポンペイ州コロニア港

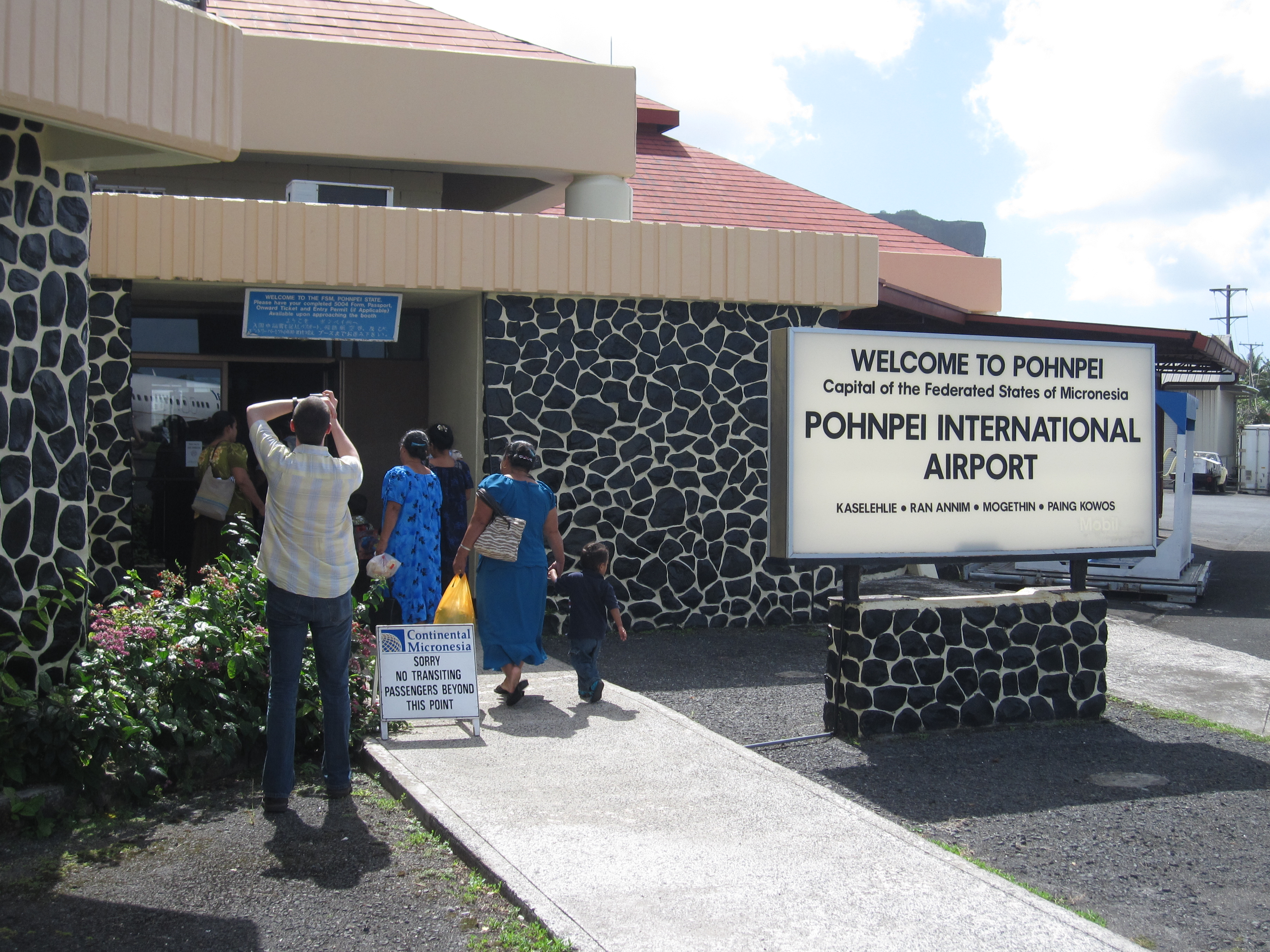
ポンペイ国際空港

ミクロネシア連邦の交通（ミクロネシアれんぽうのこうつう）では、ミクロネシア連邦の交通について記述する。
ミクロネシア連邦には鉄道は通っていない。幹線道路の総延長は240km、うち舗装されているものは42km、未舗装区間は198kmである。（1996年推計）
主な港湾はヤップ州のコロニア（Colonia）、ポンペイ州（Pohnpei）のコロニア（Kolonia）、レレ（Lele）、チューク州のウェノ（Weno (Moen)）の4つがある。1,000英トンクラスの商船は2007年現在3隻保有しており、無積載総重量は2,060tである。内訳は貨物船が1隻と客船が2隻である。
空港に関しては、2007年現在6港あり、すべて舗装済みである。滑走路長は1,524～2,437m級が以下の4港、914～1,523m級が2港となっている。
- コスラエ国際空港（Kosrae International Airport）
- チューク国際空港（Chuuk International Airport）
- ポンペイ国際空港（Pohnpei International Airport）
- ヤップ国際空港（Yap International Airport）